# سیلیه رینامو
سیلیه رینامو (انگلیسی: Silje Reinåmo؛ زادهٔ ۲۵ اوت ۱۹۸۲) هنرپیشه، رقص، نقش‌آفرین موسیقی اهل نروژ است.